# Navares de las Cuevas
Navares de las Cuevas település Spanyolországban, Segovia tartományban. Navares de las Cuevas Torreadrada, Aldeanueva de la Serrezuela, Navares de Enmedio, Pradales, Urueñas és Castroserracín községekkel határos. Lakosainak száma 25 fő (2024).

## Népesség
A település népessége az elmúlt években az alábbi módon változott:
| Lakosok száma | 28   | 31   | 32   | 28   | 23   | 23   | 27   | 23   | 22   | 25   |
|               | 2001 | 2004 | 2007 | 2009 | 2012 | 2014 | 2017 | 2019 | 2022 | 2024 |